# 미란

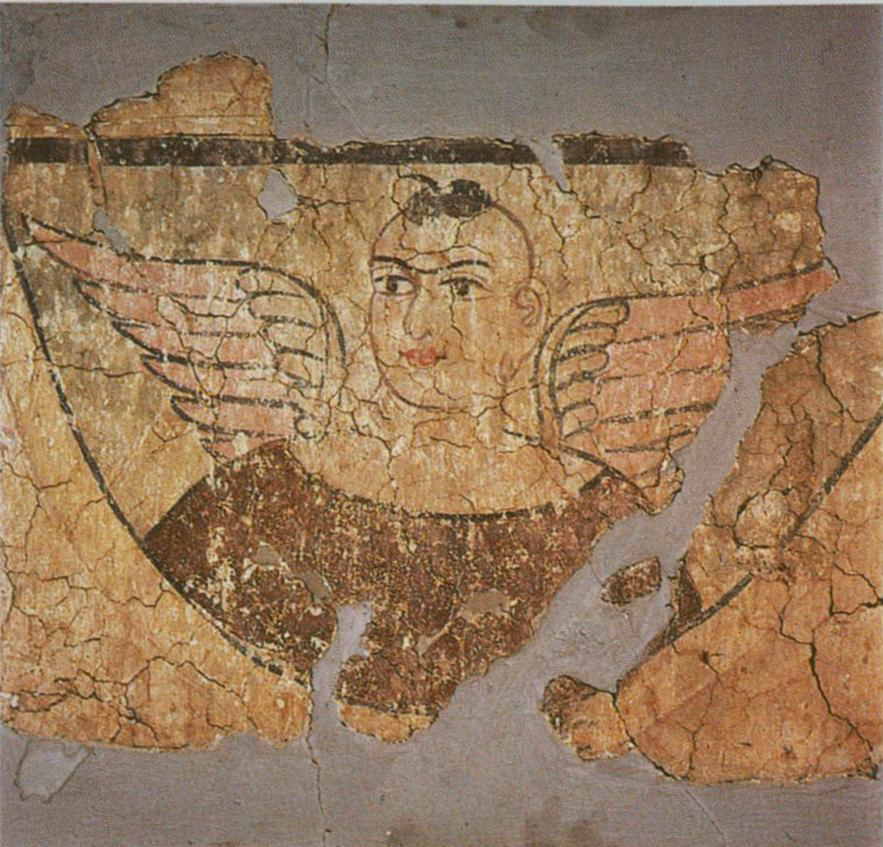
프레스코, 미란

미란(米蘭)은 타클라마칸 사막의 남부 주변에 있는 실크로드 위의 고대의 오아시스 도시국가이다.
그곳은 로프 누르 사막이 알툰샨과 만나는 곳이다. 2000년전에는 강이 산에서 흘러나와 미란은 복잡한 관개 체계를 지녔다. 이제는 폐허가 된 도시에 도로는 빈약하고 교통은 좋지않은 무슬림 지역이다.
고대에 미란은 비단길이 남로와 북로로 나위뒤 남부지역의 붐비는 교역 중심이었다. 상인들의 카라반은 사막의 불모지와 타림 분지를 건너는 여행을 피하였기 때문이다. 그들은 사막의 남쪽 주변을 돌아서 다녔다. 그것은 많은 사원과 사리탑이 있는 불교의 중심이기도 하였다.
교역 중심은 서기 4세기 이후에 쇠퇴하였다. 8세기 중엽 미란은 그 통로의 입구에 위치하였기 때문에 요새가 되었다. 이곳은 토번의 지배하에 있었다.
티베트인들은 오래된 관개 체계를 사용하여 그곳에 남았다. 9세기 중반에 마지막 얄룸 문화 왕이 후계자 없이 암살될 때까지였다. 그리고 토번 제국은 사라졌다.

## 같이 보기
- 선선
- 로프노르
- 누란